# Omnibus Press
Omnibus Press è una casa editrice britannica specializzata nei libri legati alla musica. Pubblica circa 30 nuovi titoli all'anno come ad esempio biografie di musicisti celebri (Morrissey, Keith Moon, Kate Bush, The Velvet Underground, ABBA, Bob Marley) e libri fotografici su band e cantanti.

## Storia
Omnibus Press è stata lanciata nel 1976 come editore di saggistica generale dalla società madre Music Sales Group.
Dopo che l'ex giornalista musicale di Melody Maker Chris Charlesworth si unì come editore di Omnibus nel 1983, fu deciso di concentrarsi esclusivamente sui libri di musica, e tra le sue prime acquisizioni ci fu Rock Family Trees dell'acclamato archivista musicale Pete Frame, che rimane in stampa fino ad oggi e da cui sono state tratte due serie TV della BBC. Nei decenni successivi Omnibus ha pubblicato molte biografie best seller sulla maggior parte delle più grandi superstar del rock; vi sono ad esempio Morrissey & Marr: The Severed Alliance di Johnny Rogan, Dear Boy: The Life of Keith Moon di Tony Fletcher, Uptight: The Velvet Underground Story di Victor Bockris e Catch A Fire: The Life of Bob Marley di Timothy White.
Tra i noti scrittori rock e pop il cui lavoro è stato pubblicato da Omnibus nel corso degli anni ci sono Richard Williams, Chris Welch, Peter Dogget, Patrick Humphries, David Sinclair e Everett True (Regno Unito) e Dave Marsh, Paul Williams, Nelson George, Jerry Hopkins, David Ritz e Danny Sugerman (USA).
Wise Music Group ha pubblicato gli spartiti stampati dei Beatles sin dall'inizio della società e questo stretto rapporto con il celebre gruppo pop si riflette nel gran numero di libri di alta qualità relativi ai Beatles che Omnibus ha pubblicato nel corso degli anni. Questi includono The Beatles: A Diary di Barry Miles, un insider dei Beatles fin dai primi giorni, With The Beatles: The Historic Photos of Dezo Hoffman, il libro fotografico più iconico sulla band mai pubblicato, e The Songwriting Secrets of The Beatles di Dominic Pedlar, lo studio analitico più dettagliato della loro musica. Nel 2007 Omnibus ha pubblicato la Encyclopedia of Popular Music (Concise Edition) di Colin Larkin. Con 1.600 pagine, questa è la versione ridotta della rinomata enciclopedia in 10 volumi di Larkin, la più autorevole lista biografica di artisti rock, pop e jazz mai pubblicata.
Nel febbraio 2020 la società madre ha cambiato nome passando da "The Music Sales Group" a "Wise Music Group".